# Francisco Antônio de Mello Reis
Francisco Antônio de Mello Reis (Juiz de Fora, 1937 — 24 de novembro de 2010) foi um professor e político brasileiro.
Professor de História formado pela Universidade Federal de Juiz de Fora. Vereador em Juiz de Fora de 1971 a 1975. Ao longo de sua carreira foi filiado à ARENA, PDS, PFL e DEM.
Eleito prefeito de Juiz de Fora em novembro de 1976 (sendo o único Arenista eleito para tal função em Juiz de Fora), para mandato de 1977 a 1981, depois prorrogado até 1983. Em sua administração foram realizadas diversas obras que contribuíram para o desenvolvimento da cidade tais como: instalação da Siderúrgica Mendes Júnior, transposição da linha férrea pela Avenida Rio Branco (Mergulhão), reordenação do transporte público, incorporação da Companhia Mineira de Eletricidade pela CEMIG, construção do acesso da cidade à nova BR-040, início das obras do novo terminal rodoviário e estádio municipal, auxiliou na construção do Centro Comunitário Papa João Paulo I, realizada por moradores do bairro Grama(Inaugurado em 9 de Janeiro de 1982).
Depois que deixou a prefeitura, foi deputado federal constituinte (1987-1991) e secretário de Estado de Indústria e Comércio de Minas Gerais (1991-1994).
Foi diretor do Museu Mariano Procópio de 2005 a 2008.